# Stráně Truskavenského dolu
Přírodní památka Stráně Truskavenského dolu byla vyhlášena roku 2001 a nachází se na severní straně Truskavenského dolu v okrese Mělník ve Středočeském kraji. Přírodní památka leží v katastrálním území Truskavna obce Kokořín v Chráněné krajinné oblasti Kokořínsko – Máchův kraj a je v péči správy této CHKO.

## Předmět ochrany
Důvodem ochrany je ochrana xerotermní lokality na hranách pískovcových skal, kde se vyskytují některé zvláště chráněné druhy rostlin a živočichů.

### Popis oblasti
Pískovce jsou porostlé teplomilnými trávníky s populacemi několika vzácných a ohrožených rostlin, zejména koniklece lučního českého (Pulsatilla pratensis), kosatce bezlistého (Iris aphylla), kavylu Ivanova (Stipa pennata), smldníku jeleního (Peucedanum cervaria), omanu srstnatého (Inula hirta) a kriticky ohrožené mochny skalní (Potentilla rupestris). Z bezobratlých vzácných druhů živočichů žije v oblasti reliktní sklípkánek černý (Atypus piceus) a sklípkánek hnědý (Atypus affinis).

## Fotogalerie

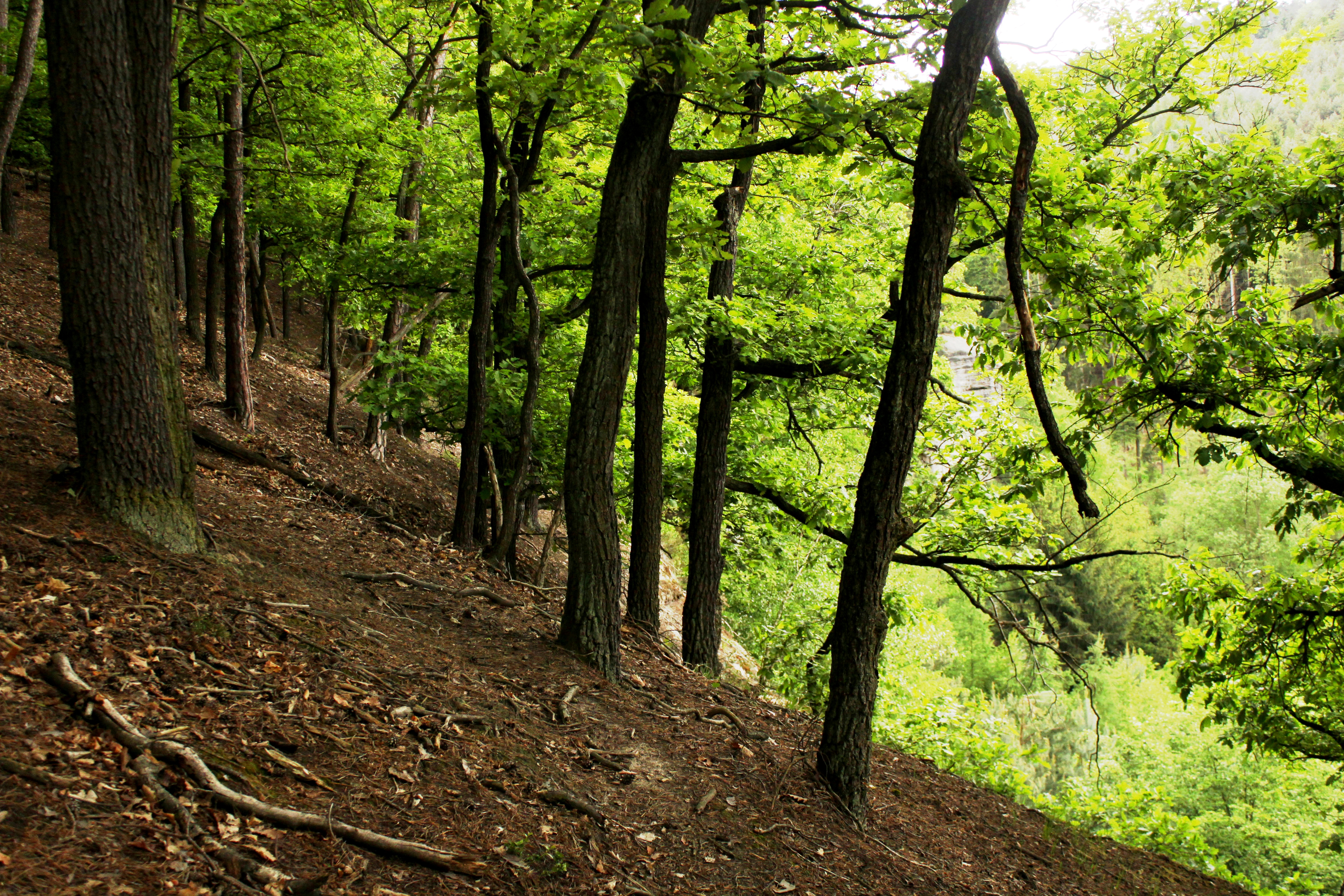
Stráň nad hranou skal
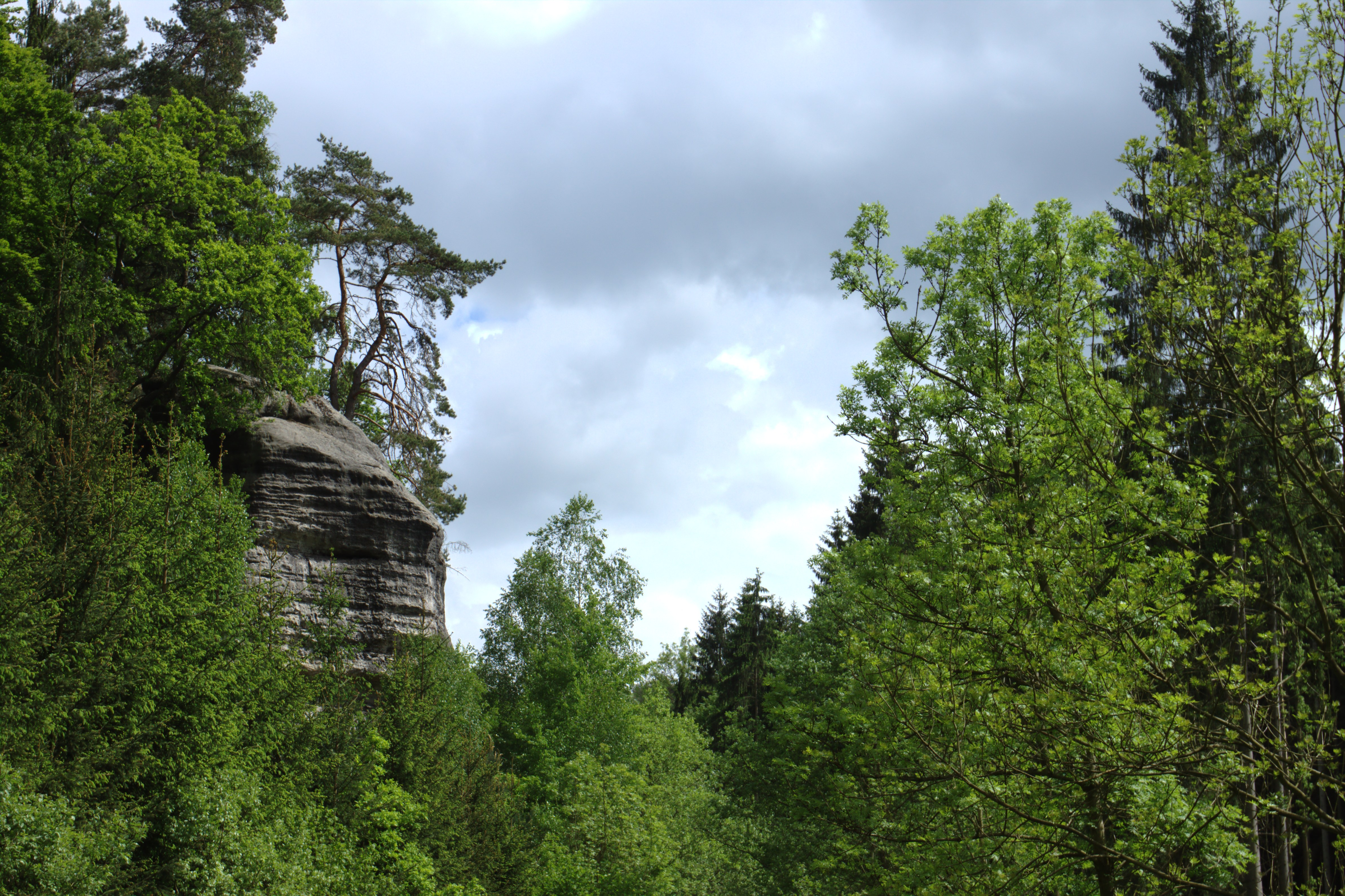
Pískovcové skalní stěny
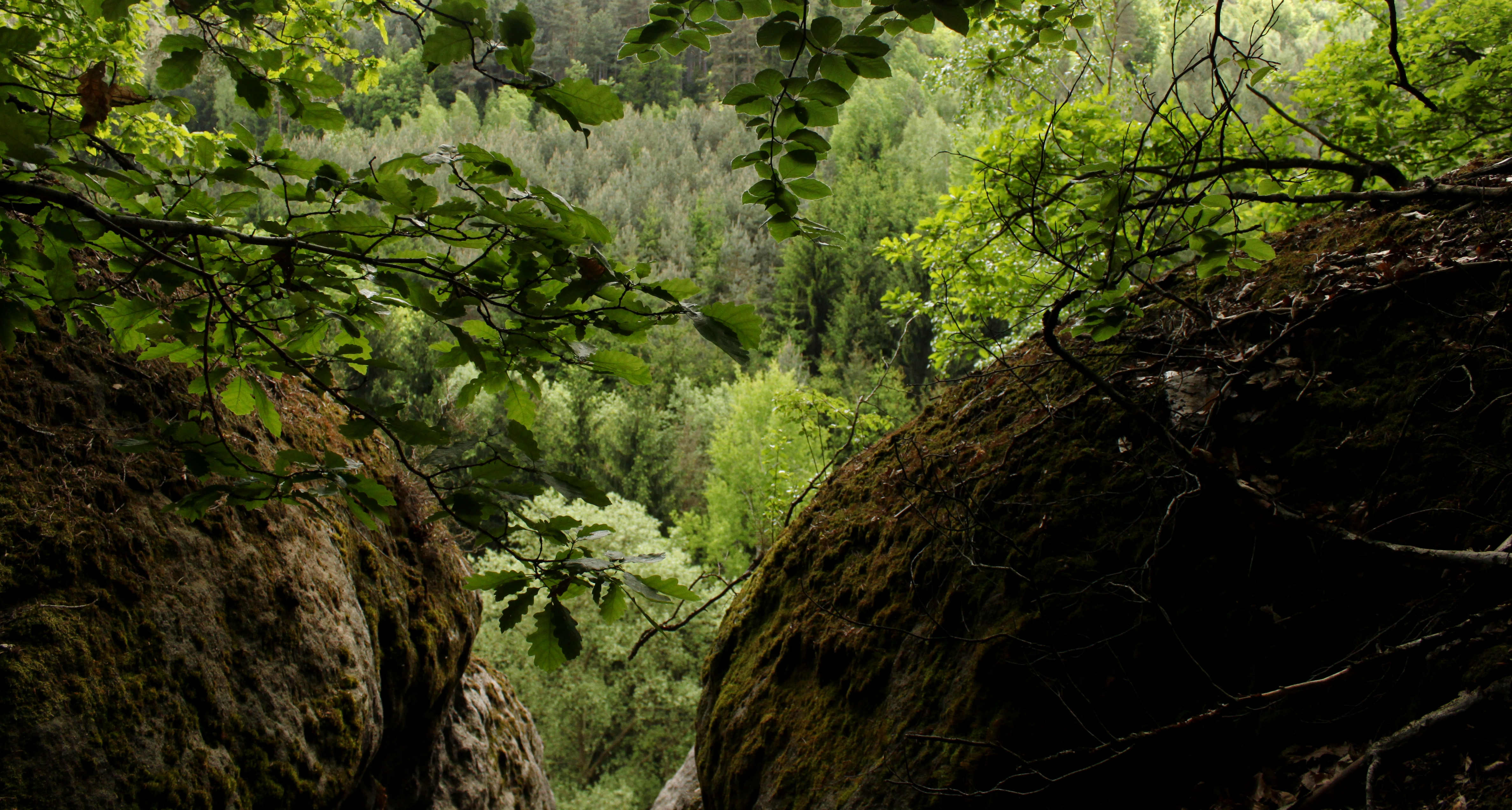
Pohled ze skal do údolí
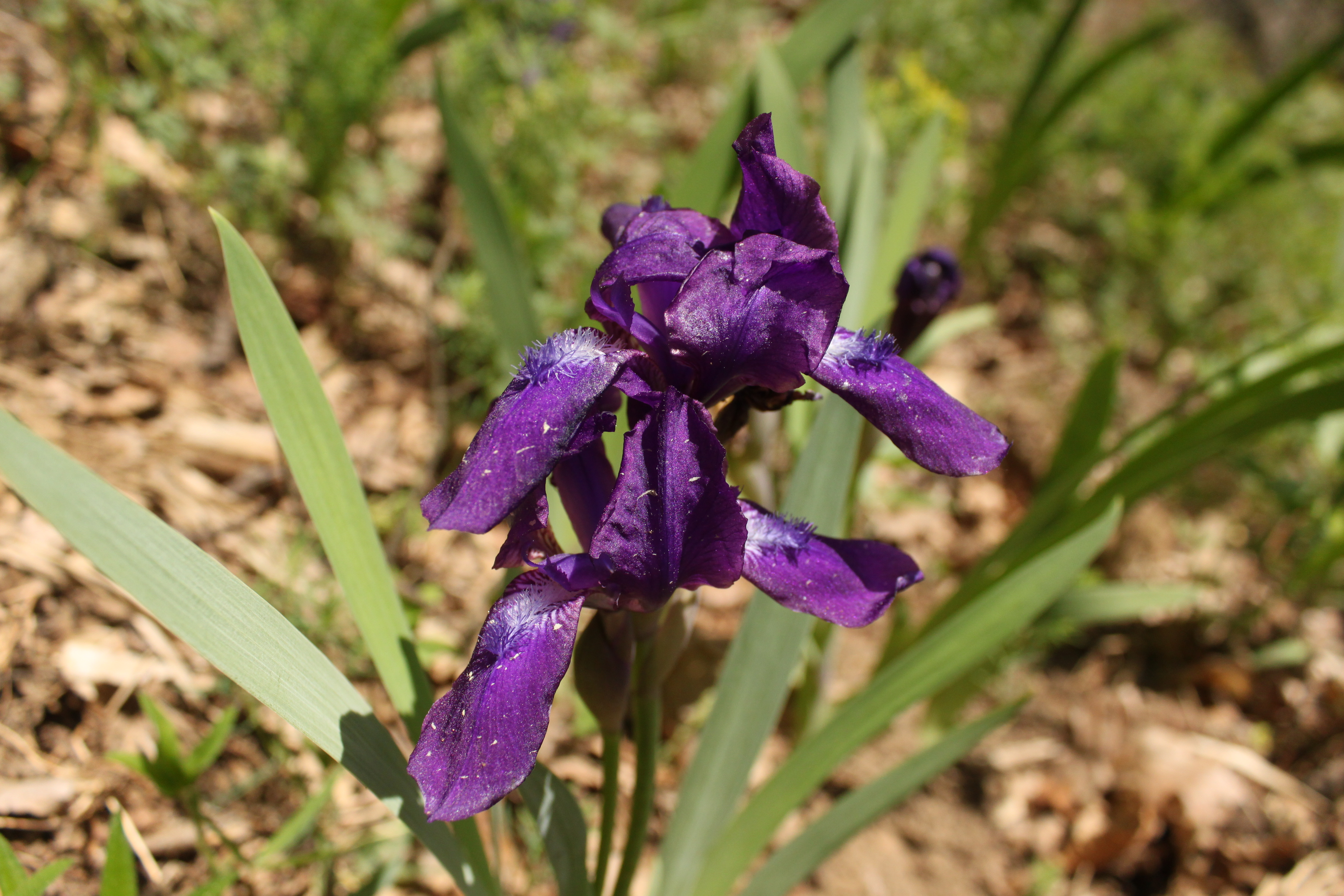
Chráněné kosatce
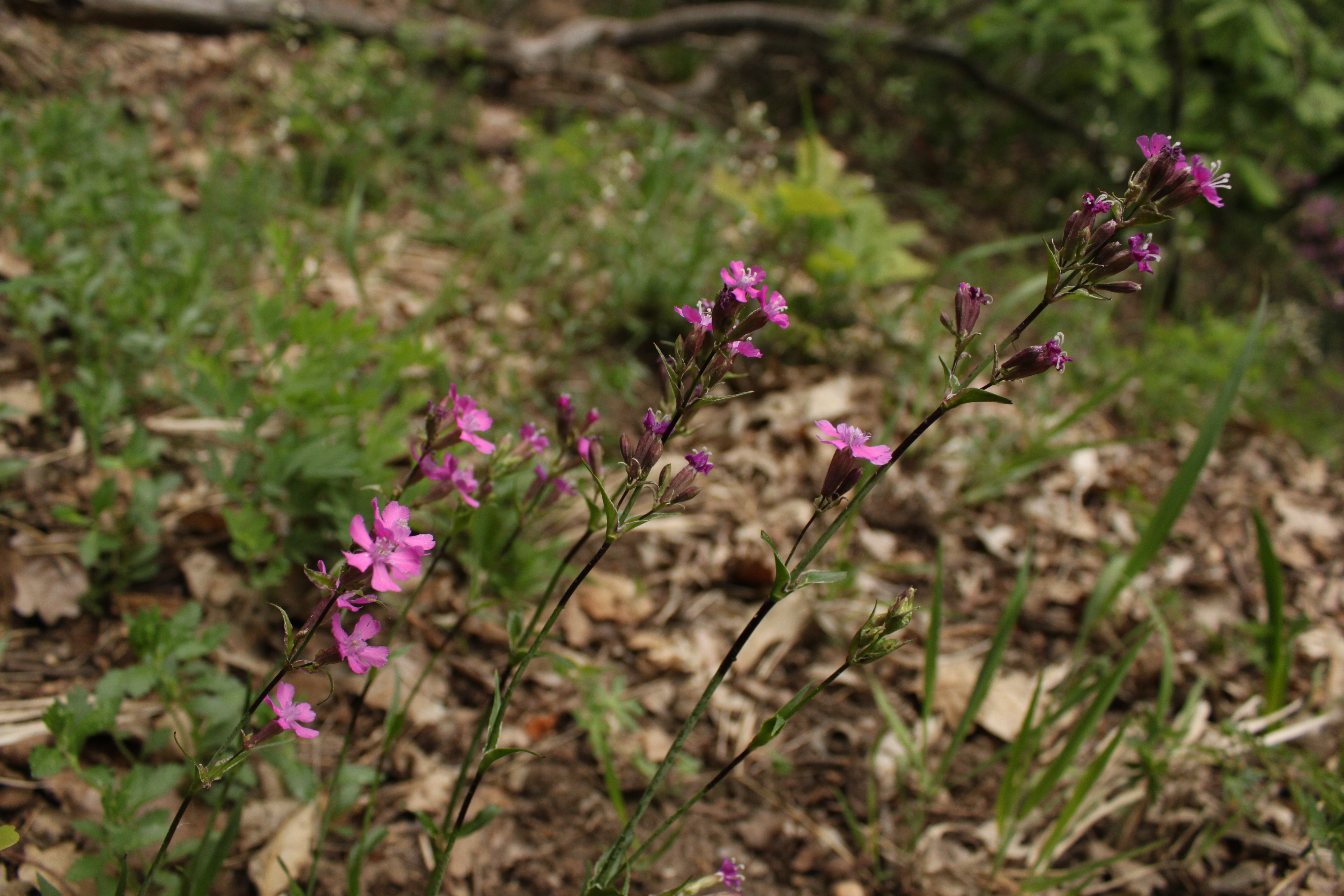
Hvozdík kartouzek